# Lennart Killander
Johan Fridolf Lennart Knutsson Killander, född den 6 januari 1882 i Malmö, död den 28 juli 1974 i Stockholm, var en svensk jurist och bankman. Han var son till Knut Killander och måg till Henrik Stjernspetz.
Killander avlade juris utriusque kandidatexamen vid Uppsala universitet 1904. Han var amanuens i jordbruksdepartementet samma år, genomförde tingstjänstgöring 1905–1907 och var sekreterare i Svenska arbetsgivareföreningen 1907–1908. Killander bedrev advokatverksamhet 1908–1917 och från 1934. Han blev ledamot av Sveriges advokatsamfund 1910. Killander blev ombudsman i Skandinaviska kreditaktiebolaget 1917 och biträdande direktör där 1921. Han var verkställande direktör i Wermlands enskilda bank 1923–1934. Killander blev riddare av Nordstjärneorden 1939. Han vilar på Galärvarvskyrkogården i Stockholm.